# Bruebach
Bruebach (prononcé [bʁybak]  ; en alsacien Brüebi, en allemand Brubach) est une commune de la couronne périurbaine de Mulhouse située dans la circonscription administrative du Haut-Rhin et, depuis le 1er janvier 2021, dans le territoire de la Collectivité européenne d'Alsace, en région Grand Est. La commune est membre de Mulhouse Alsace Agglomération.

## Géographie

### Localisation
La commune est située à 3 km au sud de Mulhouse par la D 21 qui la traverse pour continuer vers Steinbrunn-le-Bas et à 4 km de Brunstatt par la D 8bis.
| Riedisheim | Rixheim           | Zimmersheim    |
| Brunstatt  | Bruebach          | Eschentzwiller |
| Flaxlanden | Steinbrunn-le-Bas | Landser        |

### Hydrographie
La commune est dans le bassin versant du Rhin au sein du bassin Rhin-Meuse. Elle n'est drainée par aucun cours d'eau,.

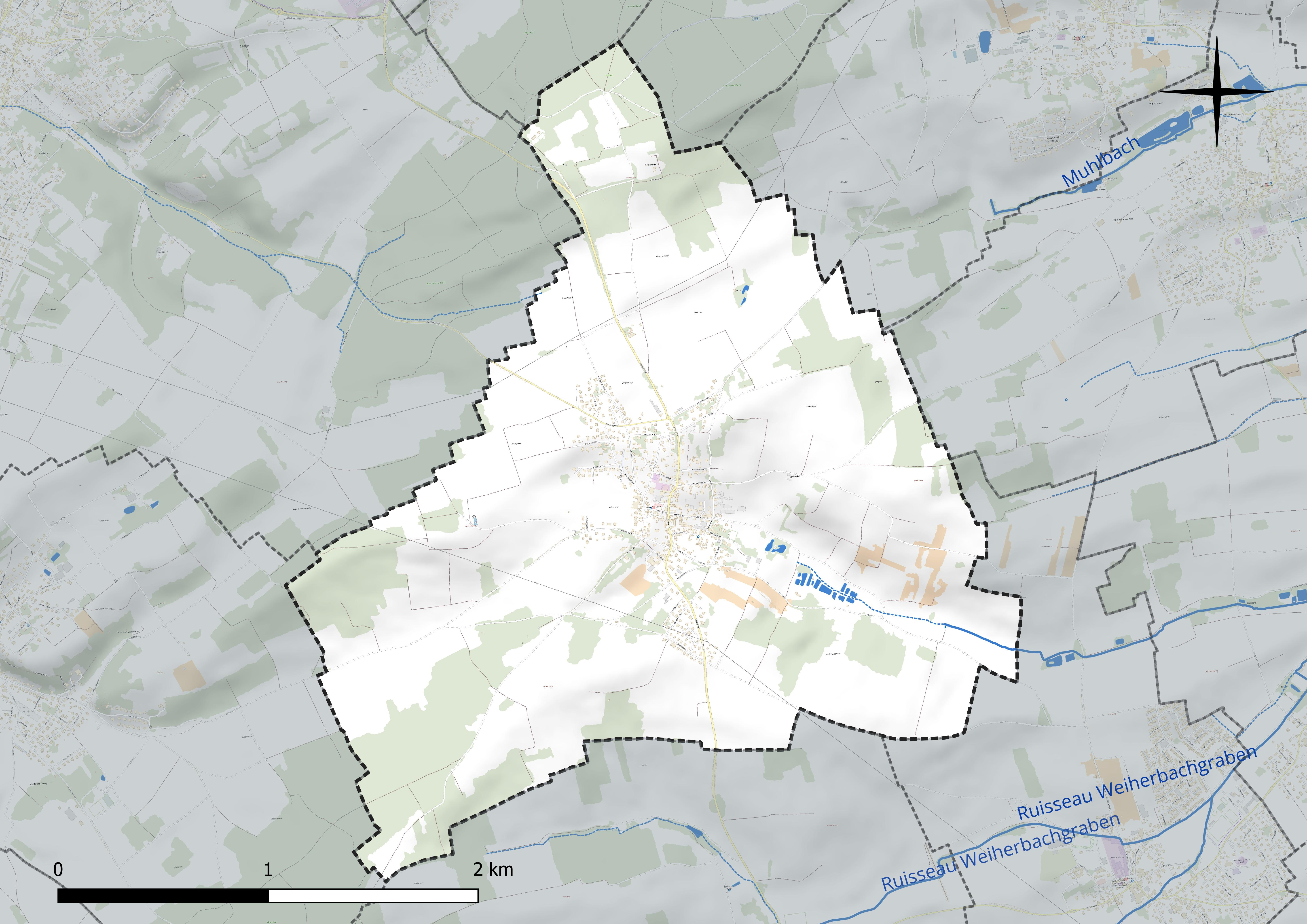
Réseau hydrographique de Bruebach.

### Climat
Pour des articles plus généraux, voir Climat du Grand Est et Climat du Haut-Rhin.
En 2010, le climat de la commune est de type climat des marges montargnardes, selon une étude du Centre national de la recherche scientifique s'appuyant sur une série de données couvrant la période 1971-2000. En 2020, Météo-France publie une typologie des climats de la France métropolitaine dans laquelle la commune est exposée à un climat semi-continental et est dans une zone de transition entre les régions climatiques « Vosges » et « Alsace ». 
Pour la période 1971-2000, la température annuelle moyenne est de 9,9 °C, avec une amplitude thermique annuelle de 17,5 °C. Le cumul annuel moyen de précipitations est de 745 mm, avec 9,2 jours de précipitations en janvier et 9,1 jours en juillet. Pour la période 1991-2020, la température moyenne annuelle observée sur la station météorologique de Météo-France la plus proche, « Mulhouse », sur la commune de Mulhouse à 6 km à vol d'oiseau, est de 11,1 °C et le cumul annuel moyen de précipitations est de 747,6 mm. 
La température maximale relevée sur cette station est de 39,4 °C, atteinte le 13 août 2003 ; la température minimale est de −21,5 °C, atteinte le 10 février 1956,,. 
Les paramètres climatiques de la commune ont été estimés pour le milieu du siècle (2041-2070) selon différents scénarios d'émission de gaz à effet de serre à partir des nouvelles projections climatiques de référence DRIAS-2020. Ils sont consultables sur un site dédié publié par Météo-France en novembre 2022.

## Urbanisme

### Typologie
Au 1er janvier 2024, Bruebach est catégorisée bourg rural, selon la nouvelle grille communale de densité à sept niveaux définie par l'Insee en 2022.
Elle est située hors unité urbaine. Par ailleurs la commune fait partie de l'aire d'attraction de Mulhouse, dont elle est une commune de la couronne,. Cette aire, qui regroupe 132 communes, est catégorisée dans les aires de 200 000 à moins de 700 000 habitants,.

## Toponymie
Bruebach signifie étymologiquement « gonflement formant obstacle, proéminent » du fait de la situation sur des collines. Le village fut aussi nommé : Bruechbach, Brudbach, Brudtbach, Bruembach, Bruobach, Bruotbach, Bruottbach, Brutbach, Prubach, Pruebacensis, Pruebach.

## Histoire

### Origine
Le site de Bruebach est occupé depuis le Néolithique ancien. Mentionné pour la première fois en 823, sous le nom de Bruchbach, le village est une dépendance de l'abbaye de Masevaux. Jusqu'en 1648, Bruebach fait partie des biens des Habsbourg comme avoué de Masevaux. Le village est détruit en 1445 par les Bâlois, en guerre contre les Habsbourg, puis une deuxième fois lors de l'invasion des Armagnacs. En 1622, au cours de la guerre de Trente Ans, les habitants se réfugient à Mulhouse pour échapper aux exactions des Suédois. Douze ans après, Bruebach devient le quartier général du maréchal de France.

### Seconde Guerre mondiale
Comme le reste de l'Alsace, la commune a été annexée de fait par l'Allemagne durant la Seconde Guerre mondiale. Le village fut libéré, le 20 novembre 1944, par le groupement Lépinay de la 1re division blindée. Le groupement traversa le village en arrivant de Steinbrunn-le-Bas pour se diriger vers Brunstatt. Village essentiellement agricole, il ne dispose d'aucune activité industrielle. Bruebach a depuis la fin de la guerre gardé le cachet des villages du Sundgau. Les habitants se déplacent pour la plupart à Bâle, Mulhouse ou travaillent encore à l'hôpital du Moenchberg de Mulhouse.

## Politique et administration

### Découpage territorial
La commune de Bruebach est membre de l'intercommunalité Mulhouse Alsace Agglomération, un établissement public de coopération intercommunale (EPCI) à fiscalité propre créé le 15 juin 2016 dont le siège est à Mulhouse. Ce dernier est par ailleurs membre d'autres groupements intercommunaux.
Sur le plan administratif, elle est rattachée à l'arrondissement de Mulhouse, à la circonscription administrative de l'État du Haut-Rhin, en tant que circonscription administrative de l'État, et à la région Grand Est. 
Sur le plan électoral, elle dépendait jusqu'en 2020 du  canton de Brunstatt-Didenheim pour l'élection des conseillers départementaux au sein du conseil départemental du Haut-Rhin. Depuis le 1er janvier 2021, elle dépend du même canton pour l'élection des conseillers d'Alsace au sein de la collectivité européenne d'Alsace.

### Chronologie des maires
| Période                                  | Période                   | Identité                                          | Étiquette | Qualité |
| ---------------------------------------- | ------------------------- | ------------------------------------------------- | --------- | ------- |
| avant 1981                               | juin 1995                 | Jean Waltz                                        |           |         |
| juin 1995                                | mars 2001                 | Francis Bannwarth                                 |           |         |
| mars 2001                                | novembre 2012             | Michel Gross                                      |           |         |
| décembre 2012                            | En cours (au 31 mai 2020) | Gilles Schillinger Réélu pour le mandat 2020-2026 |           |         |
| Les données manquantes sont à compléter. |                           |                                                   |           |         |

## Population et société

### Démographie
L'évolution du nombre d'habitants est connue à travers les recensements de la population effectués dans la commune depuis 1793. Pour les communes de moins de 10 000 habitants, une enquête de recensement portant sur toute la population est réalisée tous les cinq ans, les populations de référence des années intermédiaires étant quant à elles estimées par interpolation ou extrapolation. Pour la commune, le premier recensement exhaustif entrant dans le cadre du nouveau dispositif a été réalisé en 2005.

En 2022, la commune comptait 1 050 habitants, en évolution de −0,94 % par rapport à 2016 (Haut-Rhin : +0,66 %, France hors Mayotte : +2,11 %).
| 1793 | 1800 | 1806 | 1821 | 1831 | 1836 | 1841 | 1846 | 1851 |
| ---- | ---- | ---- | ---- | ---- | ---- | ---- | ---- | ---- |
| 525  | 543  | 574  | 563  | 583  | 625  | 623  | 672  | 663  |

| 1856 | 1861 | 1866 | 1871 | 1875 | 1880 | 1885 | 1890 | 1895 |
| ---- | ---- | ---- | ---- | ---- | ---- | ---- | ---- | ---- |
| 646  | 664  | 653  | 635  | 633  | 635  | 624  | 597  | 595  |

| 1900 | 1905 | 1910 | 1921 | 1926 | 1931 | 1936 | 1946 | 1954 |
| ---- | ---- | ---- | ---- | ---- | ---- | ---- | ---- | ---- |
| 569  | 546  | 523  | 491  | 490  | 485  | 447  | 400  | 387  |

| 1962 | 1968 | 1975 | 1982 | 1990 | 1999 | 2005  | 2006  | 2010  |
| ---- | ---- | ---- | ---- | ---- | ---- | ----- | ----- | ----- |
| 359  | 435  | 494  | 687  | 901  | 953  | 1 027 | 1 024 | 1 031 |

| 2015  | 2020  | 2022  | - | - | - | - | - | - |
| ----- | ----- | ----- | - | - | - | - | - | - |
| 1 059 | 1 048 | 1 050 | - | - | - | - | - | - |

## Culture locale et patrimoine

### Lieux et monuments

#### L'église Saint-Jacques-le-Majeur

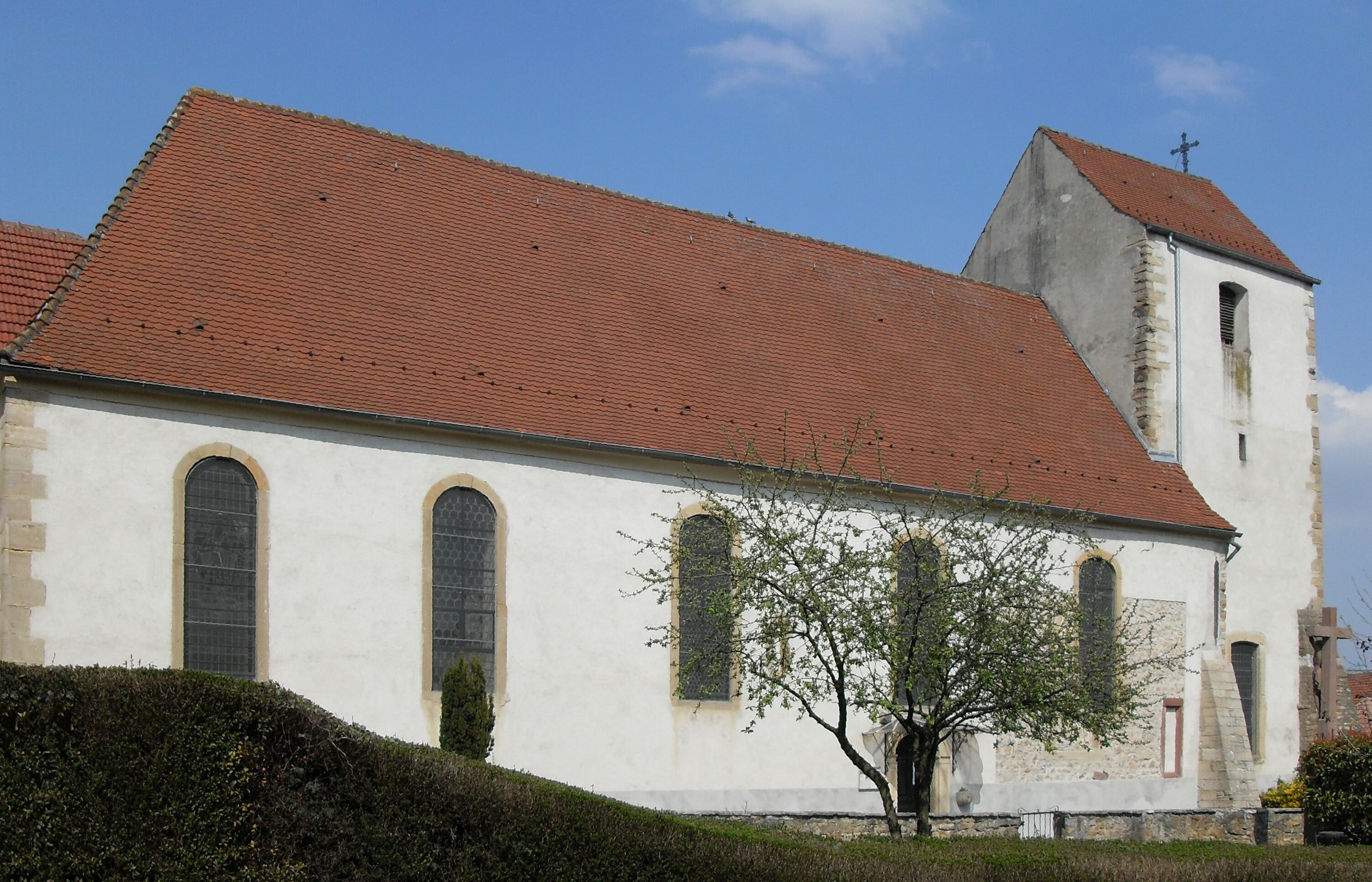
L'église Saint-Jacques-le-Majeur.

Caractéristique de la région, l'église Saint-Jacques-le-Majeur conserve son ancienne tour romane datant du XIIe siècle. La cloche a été fondue en 1418 par Nicolas Andres de Colmar.
La nef a été réaménagée au XVIIIe siècle et prolongée en 1863 vers l'ouest sur un projet de Frédéric Gunther. Elle est agrandie une nouvelle fois par l'adjonction d'un chœur moderne accolé à la façade occidentale. L'église ne possède pas de portail mais seulement une entrée latérale. En 1951, l'édifice est restauré par Robert Gall.
La cloche de l’église est l'œuvre d'un fondeur colmarien, Nicolas Andres, et elle est la plus ancienne après celle de l'église Saint-Étienne de Mulhouse. Elle pèse 550 kilogrammes.
Le tableau de Saint Roch qui se trouve dans l'église a été probablement exécuté pour l'un des autels latéraux de la chapelle de Sehring à Guebwiller. Saint Roch (1340-1379) naquit à Montpellier vers 1340 et mourut à Voghera en Italie vers 1379. Fils d'un consul de la ville et d'une mère nommée Libère. Il est invoqué contre la peste. Son culte se développe au cours du concile de 1414 à Constance époque où régnait la peste. Roch finit par attraper lui-même la maladie et se retira dans une forêt près de Plaisance pour ne pas contaminer ses coreligionnaires.  Seul un chien vint lui rendre visite et lui apporta un pain qu'il avait dérobé à son maître. Intrigué par le manège de son chien, le maître suivit l'animal et découvrit Saint Roch agonisant qu'il secourut. Le tableau  contient le nom de Eusèbe Beltz et la date de 1823. Ces mentions, correspondent vraisemblablement à la date d'exécution du tableau ou bien à sa restauration.

### Personnalités liées à la commune
- Hubert Charles César Zuber

### Héraldique
| Blason de Bruebach | Les armes de Bruebach se blasonnent ainsi : « D'or à une losange évidée de sable couchée en fasce. » |